# Polymerblend
Als Polymerblend (auch Polyblend oder Kunststoffblend) bezeichnet man Gemische aus zwei oder mehreren unterschiedlichen Polymeren. Die Eigenschaften der so entstehenden Kunststoffe unterscheiden sich deutlich von denen der Ursprungspolymere. Bei dieser rein physikalischen Mischung entstehen keine neuen chemischen Bindungen zwischen den Makromolekülen. Mischbare Polymerblends werden auch als Polymerlegierung (engl.: polymer alloys) bezeichnet. Allerdings umfasst der Begriff Polymerlegierung einerseits keine Blends inkompatibler Polymere, andererseits aber Copolymere, die mehrere Phasen ausbilden. Daher empfiehlt die International Union of Pure and Applied Chemistry, die Begriffe Polymerlegierung und Polymerblend nicht synonym zu verwenden.

## Nomenklatur
Polyblends werden im Kurzzeichen durch ein zwischen die Bestandteile gesetztes „+“ gekennzeichnet. Im Gegensatz dazu werden bei Copolymeren fortlaufende Buchstabenfolgen verwendet. Beispiele sind:
- ABS+PA
- PC+ABS
- ASA+PC
- PP+EPDM
- PC+PBT
- PS+PE

## Einteilung

### Mischbare Polymerblends
Mischbare Polymerblends, wie z. B. Polyamid 6 (PA6) und Polyamid 10 (PA10), bilden über einen weiten Druck-Temperatur-Zusammensetzungs-Bereich homogene Mischphasen aus. Mischbare Polymerblends können Mischungslücken aufweisen, also Druck-Temperatur-Zusammensetzungs-Bereiche, in denen Entmischung in koexistierende Phasen auftritt.

### Nicht-mischbare Polymere
Nicht mischbare Polymerblends sind Gemische aus unverträglichen Polymeren, wie z. B. Polystyrol (PS) oder Styrol-Acrylnitril-Copolymer mit Kautschuk. In nicht mischbaren Polymerblends bilden die enthaltenen Polymere im gesamten Druck-Temperatur-Zusammensetzungs-Raum separate Phasen aus; es existieren keine Mischphasen. Nicht mischbare Polymerblends können einen heterogenen Charakter aufweisen. Die Eigenschaften der enthaltenen Polymere treten dann separat nebeneinander auf. Kompatible Polymerblends sind nicht mischbare Polymerblends, die auf makroskopischer Ebene einheitliche Eigenschaften aufweisen.